# Dorfkirche Kunow

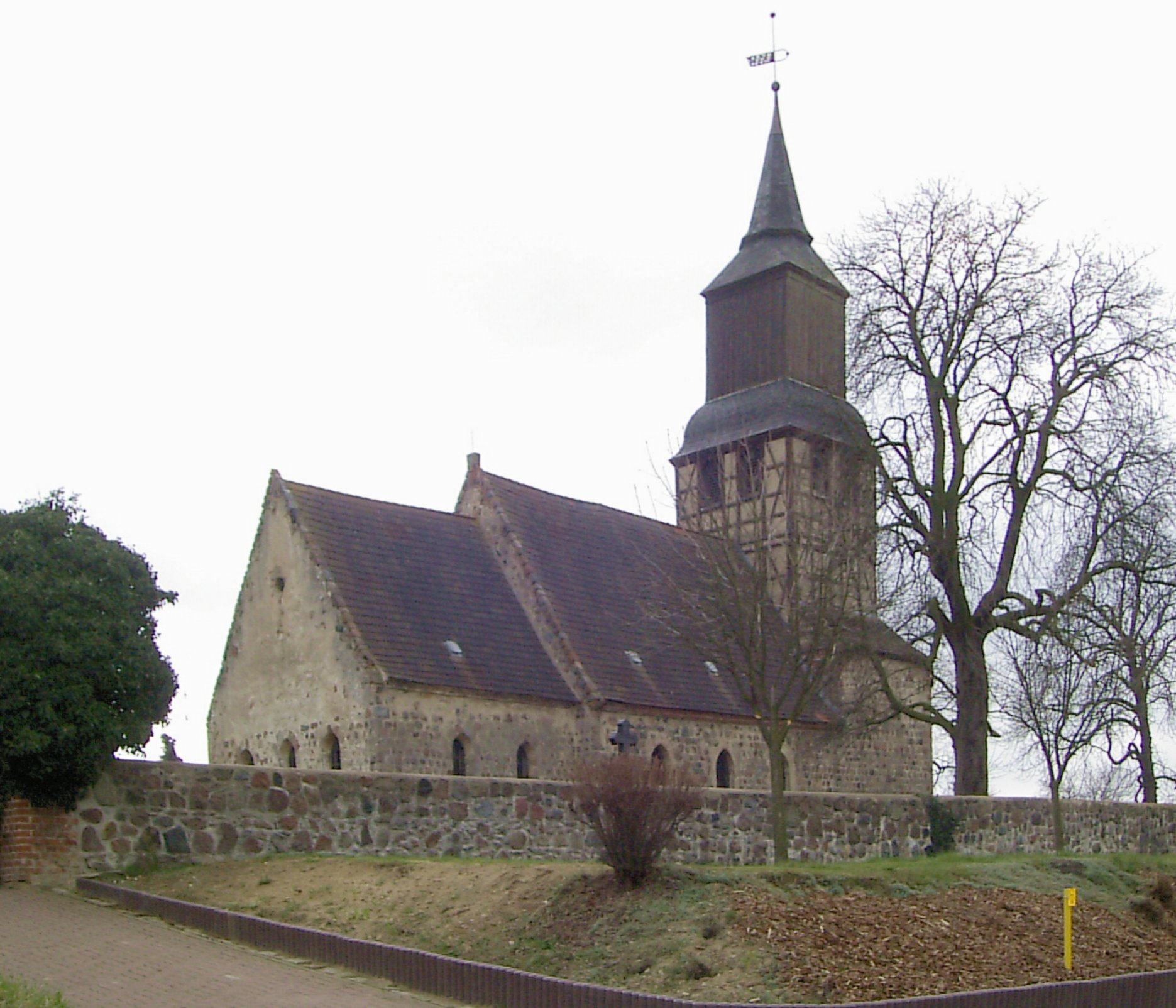
Dorfkirche Kunow

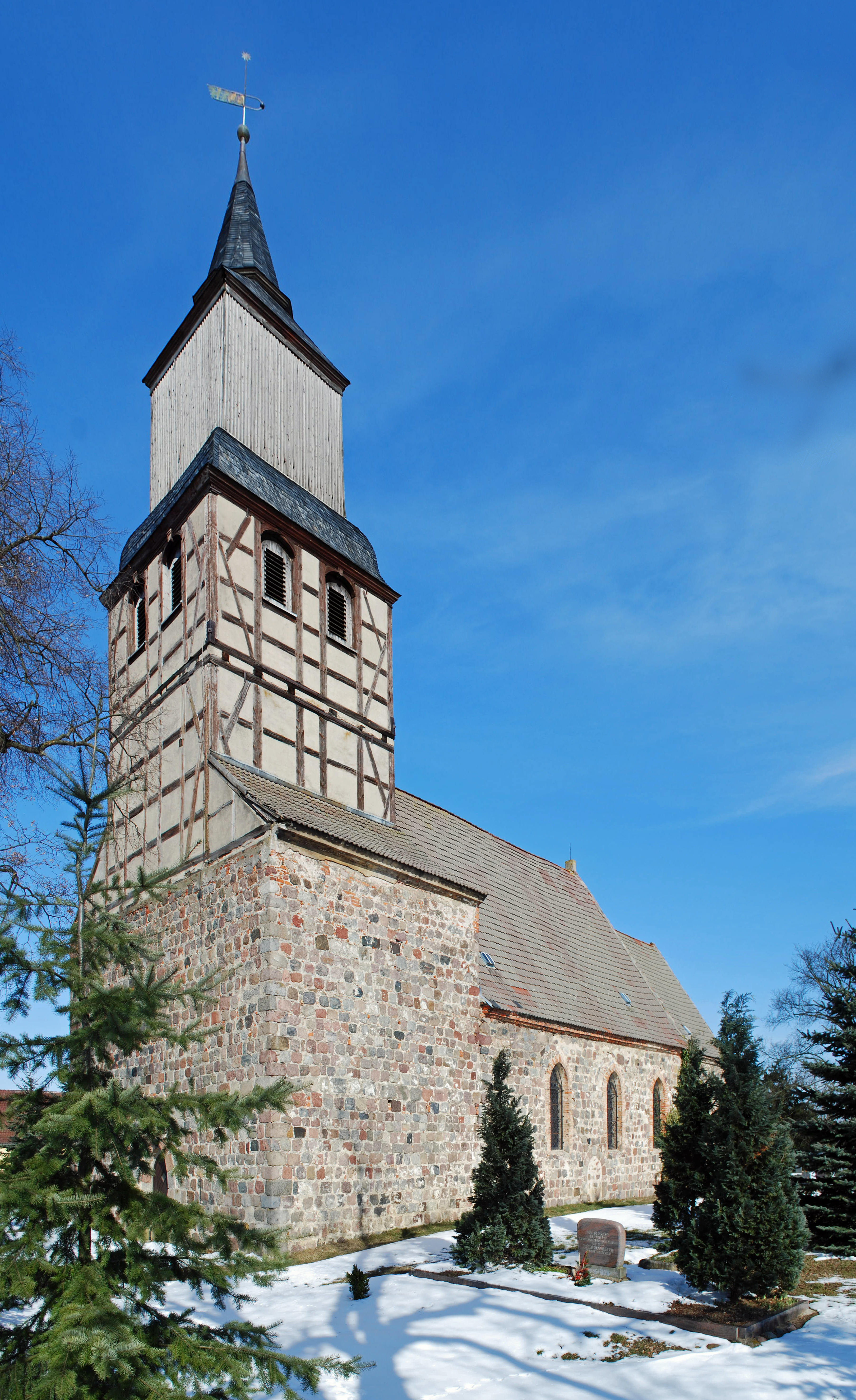
Ansicht von Südwest

Die evangelische Dorfkirche Kunow ist eine frühgotische Feldsteinkirche im Ortsteil Kunow von Schwedt/Oder im Landkreis Uckermark in Brandenburg. Sie gehört zur Kirchengemeinde Schwedt/Oder im Kirchenkreis Uckermark der Evangelischen Kirche Berlin-Brandenburg-schlesische Oberlausitz und kann nach Anmeldung besichtigt werden.

## Geschichte und Architektur
Die Dorfkirche Kunow ist ein flachgedeckter Feldsteinsaal mit eingezogenem Rechteckchor und Turm von Schiffsbreite aus der zweiten Hälfte des 13. Jahrhunderts. Der quadratische Turmaufbau aus Fachwerk mit verbrettertem Aufsatz und Spitzhelm stammt aus den Jahren 1737/38. Das gestufte Westportal und die Dreifenstergruppe der Ostwand sind in der Form original erhalten, die Schiffsfenster wurden in der zweiten Hälfte des 19. Jahrhunderts spitzbogig vergrößert. Eine bemerkenswert guterhaltene bauzeitliche Putzbandfugengestaltung findet sich unter anderem an Chorsüdwand; dort sind auch Fragmente mittelalterlicher und barocker Trauffriese zu finden.
Das Innere ist durch einen später vermauerten Spitzbogen zwischen Turm und Schiff und einen spitzbogigen Triumphbogen gegliedert. Die Raumwirkung wird durch die qualitätvolle Ausstattung des frühen 18. Jahrhunderts und die Restaurierung in der zweiten Hälfte des 19. Jahrhunderts bestimmt. An der Chornordwand sind unter dem Anstrich mittelalterliche Wandmalereireste erkennbar. Eine Dach- und Fassadenrestaurierung wurde seit 2012 durch die Deutsche Stiftung Denkmalschutz gefördert.

## Ausstattung
Hauptstück der Ausstattung ist ein Altaraufsatz aus dem Jahr 1719 vom Tischler Christian Wiese, der Aufbau ist mit reichem Schnitzwerk und Malereien ausgestattet, das Altarblatt mit der Kreuzigung ist mit G. Steyn signiert; im Sockel ist das Abendmahl gezeigt, in den Wangen aus schwungvollen Akanthusranken die Bildnismedaillons des Stifterpaars von Wolde; im ovalen Giebelfeld die Grablegung, auf den gesprengten Giebelstücken sind lagernde Putten dargestellt.
Die polygonale Kanzel von 1712 ist mit Schalldeckel, Ecksäulchen und Rankenfriesen verziert; die Füllungen am Korb stammen aus dem 19. Jahrhundert. Ein qualitätvoller Taufengel vom Anfang des 18. Jahrhunderts wurde gleichfalls von Christian Wiese geschaffen.
Das Gestühl entstammt der Zeit um 1728, in den Füllungen finden sich 61 kulturgeschichtlich interessante emblematische Darstellungen nach Motiven von D. Cramer aus Stettin mit Sinnsprüchen und Bibelzitaten. Die hufeisenförmige Westempore mit Aposteldarstellungen stammt offenbar aus dem 19. Jahrhundert. Eine Truhe mit Eisenbeschlägen ist aus dem Jahr 1572 erhalten. Ein Grabstein mit Wappen für H. von Wolde († 1596) ist weiter zu erwähnen. Die Orgel eines unbekannten Orgelbauers aus der Zeit um 1847 hat acht Register auf einem Manual und Pedal.